# Cipionato de testosterona
Cipionato de testosterona (nomes comerciais Deposteron, Testoland Depot, Cytoplin-250, Cyta-Med, etc) é um esteroide anabolizante, andrógeno,  provindo da testosterona com 8 cadeias de carbono. A meia vida desta droga é de aproximadamente cinco a seis dias. A administração da droga é feita em seringas intramusculares. A sua meia-vida de eliminação é de 8 dias.
No Brasil o cipionato de testosterona é comercializado com o nome de Deposteron. Ele é utilizado em tratamentos de reposição hormonal em pacientes com carência de hormônio masculino ou com hipogonadismo. A administração deste medicamento em pessoas que não concluíram seu desenvolvimento podem sofrer com as epífises mal desenvolvidas.  

## Uso do cipionato de testosterona
O cipionato de testosterona é muito utilizado em academias. Eles conseguem o hormônio de laboratórios clandestinos ou laboratórios legalizados no Paraguai (como a Testoland Depot, produzida pela Landerlan).

## Artigos relacionados
- Propionato de testosterona
- Decanoato de testosterona
- Enantato de testosterona
- Cipionato de testosterona